# Wybór Polska
Wybór Polska – koło poselskie o charakterze prawicowym, krótkotrwale działające w Sejmie IX kadencji. Zostało założone 25 czerwca 2021 przez troje posłów, którzy tego samego dnia opuścili Prawo i Sprawiedliwość oraz klub parlamentarny tej partii: Zbigniewa Girzyńskiego, Małgorzatę Janowską i Arkadiusza Czartoryskiego. Przewodniczącą koła została Małgorzata Janowska.
7 lipca 2021 Arkadiusz Czartoryski ponownie przystąpił do klubu Prawa i Sprawiedliwości (dołączając do Partii Republikańskiej), w związku z czym koło poselskie WP przestało istnieć. Dzień później Zbigniew Girzyński i Małgorzata Janowska zostali członkami koła Polskie Sprawy, a 14 lipca 2021 Małgorzata Janowska przeszła do Partii Republikańskiej, powracając do KP PiS.

## Posłowie
- Arkadiusz Czartoryski, okręg Siedlce – wiceprzewodniczący
- Zbigniew Girzyński, okręg Toruń – sekretarz
- Małgorzata Janowska, okręg Piotrków Trybunalski – przewodnicząca

Wszyscy posłowie koła Wybór Polska zostali wybrani z list Prawa i Sprawiedliwości.